# Мелитон (Кабациклис)
Митрополит Мелитон (греч. Μητροπολίτης Μελίτων в миру Васи́лиос Кабацикли́с греч. Βασίλειος Καβατσικλής; 18 февраля 1946, Афины — 24 декабря 2016, Афины, Греция) — епископ Элладской православной церкви, митрополит Марафонский (1995—2016).

## Биография
Окончил Свято-Сергиевский православный богословский институт и университет Сорбонны в Париже. С 1962 по 1986 год проходил своё служение в Иерусалиме.
В 1964 году в Иерусалиме был пострижен в монашество и 1 ноября рукоположен в сан иеродиакона. В 1967 году рукоположен в сан иеромонаха. С 1981 по 1986 годы был настоятелем церкви, расположенной в секторе Газа, а с 1986 по 1995 год — приходским священником в Афинах.
29 января 1995 года был хиротонисан в сан титулярного епископа Марафонского, викария Афинской архиепископии. 11 октября 2012 года был возведён в достоинство титулярного митрополита.